# Araneus ryukyuanus
Araneus ryukyuanus Tanikawa, 2001 è un ragno appartenente alla famiglia Araneidae.

## Distribuzione
La specie è stata rinvenuta in Giappone.

## Tassonomia
Non sono stati esaminati esemplari di questa specie dal 2009
Attualmente, a dicembre 2013, non sono note sottospecie